# Юдея
Юде́я, Іудея (івр. יְהוּדָה, Єгуда; івр. אֶרֶץ יְהוּדָה, Ерец-Єгуда, «Юдина земля») — величезна історична та географічна область Леванту в Землі Ізраїля на південь від Самарії (Шомрон). Розташована в Ізраїлі, зокрема на зайнятих у ході «Шестиденної війни» (1967) територіях. До 1967 року область контролювала Йорданія, що анексувала її в односторонньому порядку в результаті Арабо-ізраїльської війни 1948—1949.

## Історія

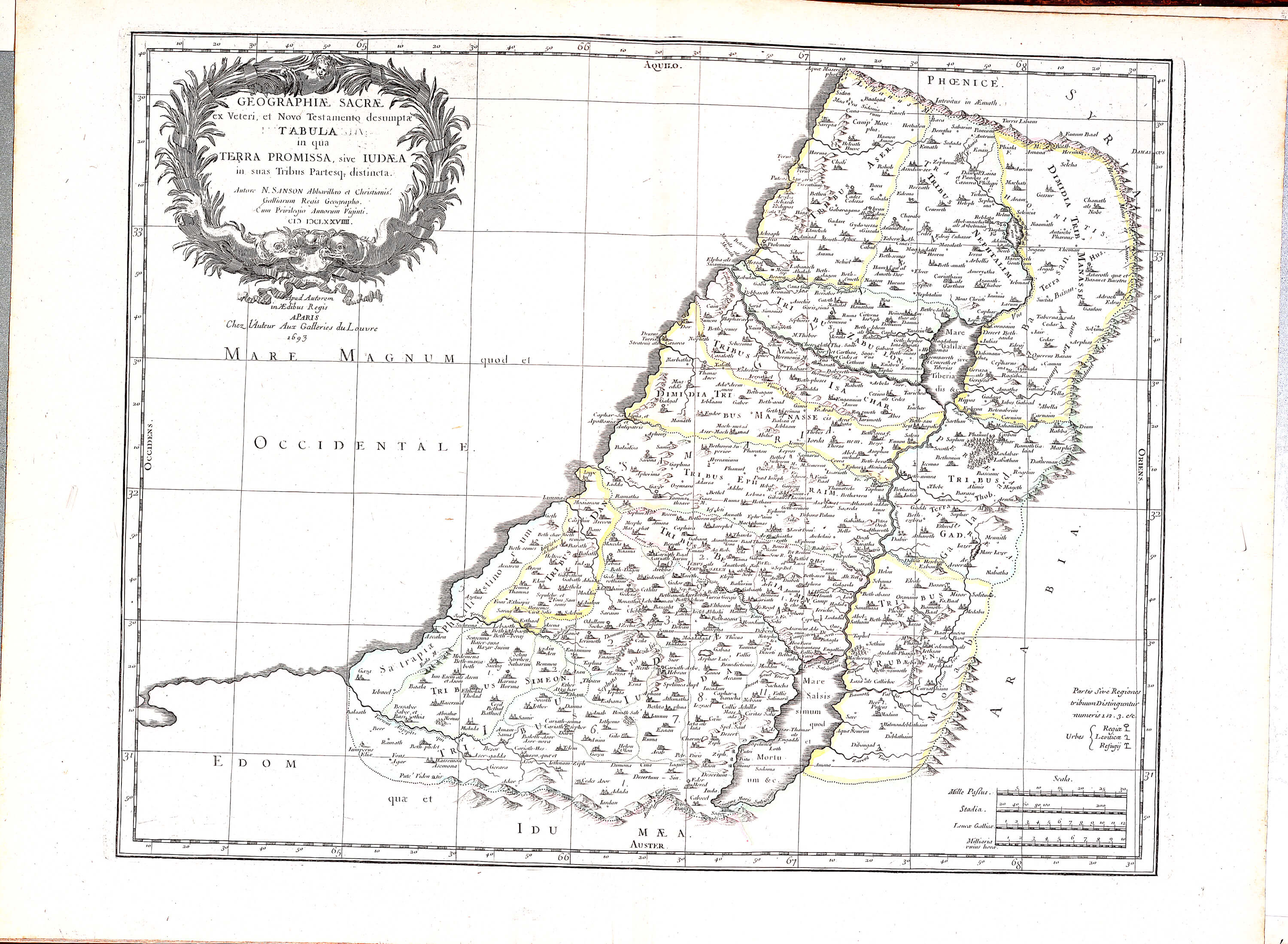
Нікола Сансон. Мапа Землі Ізраїльської та Юдеї, 1651

Наприкінці XIII ст. до н. е. Ханаан став землею обітованою для єврейських племен, витіснених з Верхньої Месопотамії разом з іншими семітськими племенами арамеями-сутіямі. Кочовим племенам, які прийшли з пустелі, Палестина дійсно могла здатися райським куточком, хоча насправді це країна контрастів. Тут є і пустелі, і родючі долини, і нагір'я, і болота, і гори зі сніговими вершинами. Земля Ханаан (так стародавні євреї називали Палестину), в яку Бог Ягве повелів йти Авраамові, легендарному предку всіх єврейських, арамейських і арабських племен, виявилася жвавим перехрестям. Через неї проходили важливі торговельні шляхи, що з'єднували давні цивілізації.
У Біблії вперше згадана як Земля Юди. Наділ цього коліна простягався від Мертвого до Середземного моря і включав Юдейську пустелю, Юдейські гори, Юдейську низовину (Шфелат — Ієхуда), значну частину гір і низовини Негева.
У давнину Юдея представляла повну протилежність Півночі. Непривітна і безплідна, вона була подібна до гористої пустелі з оазами.